# Aeroportul Mafia
Aeroportul Mafia (IATA: MFA, ICAO: HTMA) este un aeroport din Regiunea Pwani, Tanzania ce deservește zona Kilindoni. Aeroportul a fost tranzitat în decembrie 2017 de 2.755 de pasageri.
Situat la o altitudine de 24 m, aeroportul dispune de o singură pistă. Este operat de Tanzania Airports Authority⁠(d).